# Едмунд Мохнацький

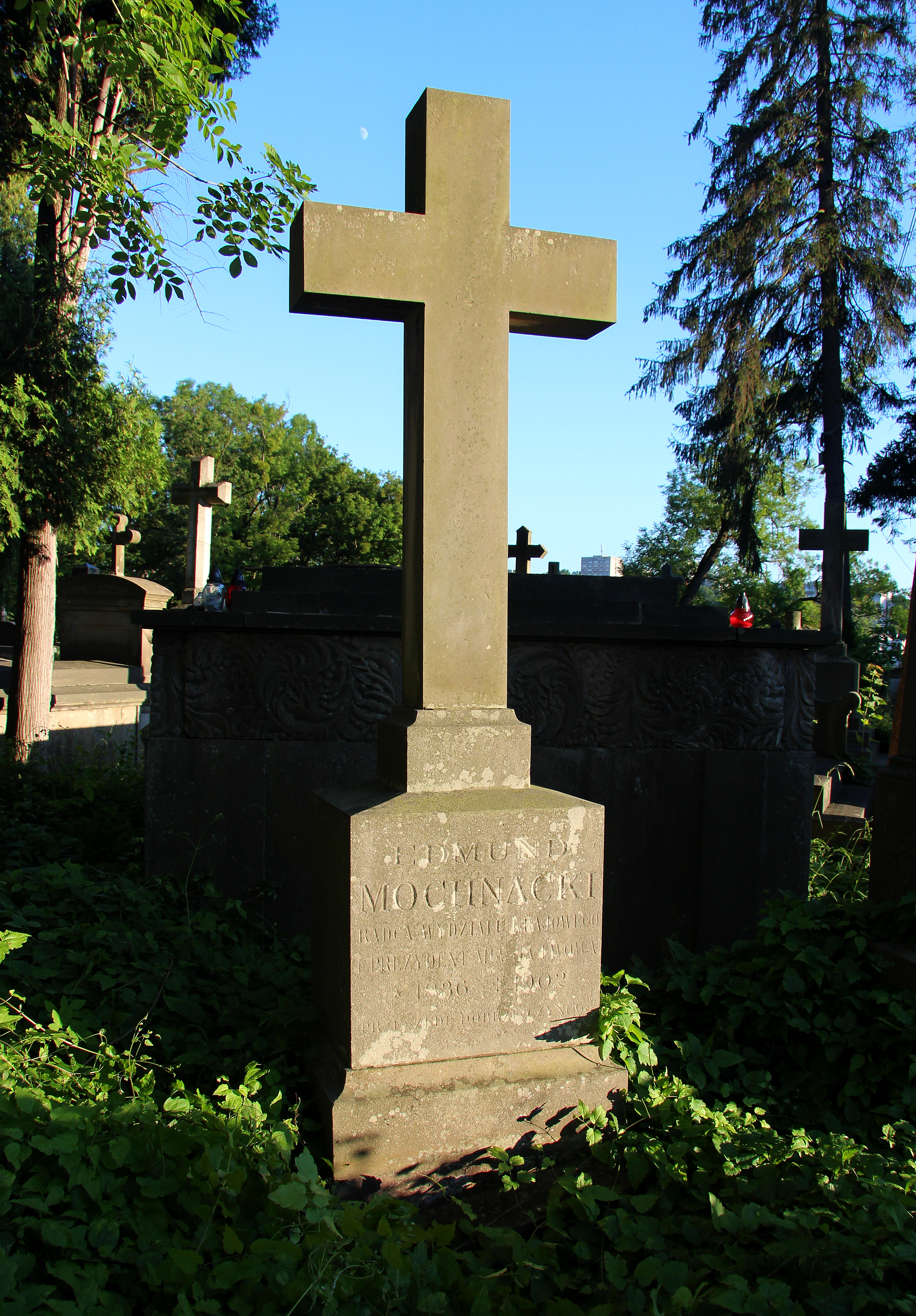

Едмунд Мохнацький (пол. Edmund Mochnacki) (23 липня 1836, Львів — 12 травня 1902, Львів) — львівський адвокат, президент міста Львова у 1887—1897 роках.

## Життєпис
Після закінчення гімназії у Самборі, вивчав право у Львівському університеті. Практикував в Перемишлянах, Яворові, Тлумачі та Львові. 1880 року обраний до міської ради, а 1887 року обраний президентом Львова. 

Помер 12 травня 1902 року та похований на  полі № 71 Личаківського цвинтаря  у Львові.